# Tonga en los Juegos Olímpicos de Tokio 2020
Tonga estuvo representada en los Juegos Olímpicos de Tokio 2020 por seis deportistas, tres hombres y tres mujeres, que compitieron en cuatro deportes.
Los portadores de la bandera en la ceremonia de apertura fueron los practicantes de taekwondo Pita Taufatofua y Malia Paseka. El equipo olímpico tongano no obtuvo ninguna medalla en estos Juegos.